# Olivais (Lissabon)
Olivais ist eine Gemeinde (Freguesia) im portugiesischen Kreis Lissabon. In ihr leben 32.179 Einwohner (Stand 19. April 2021).

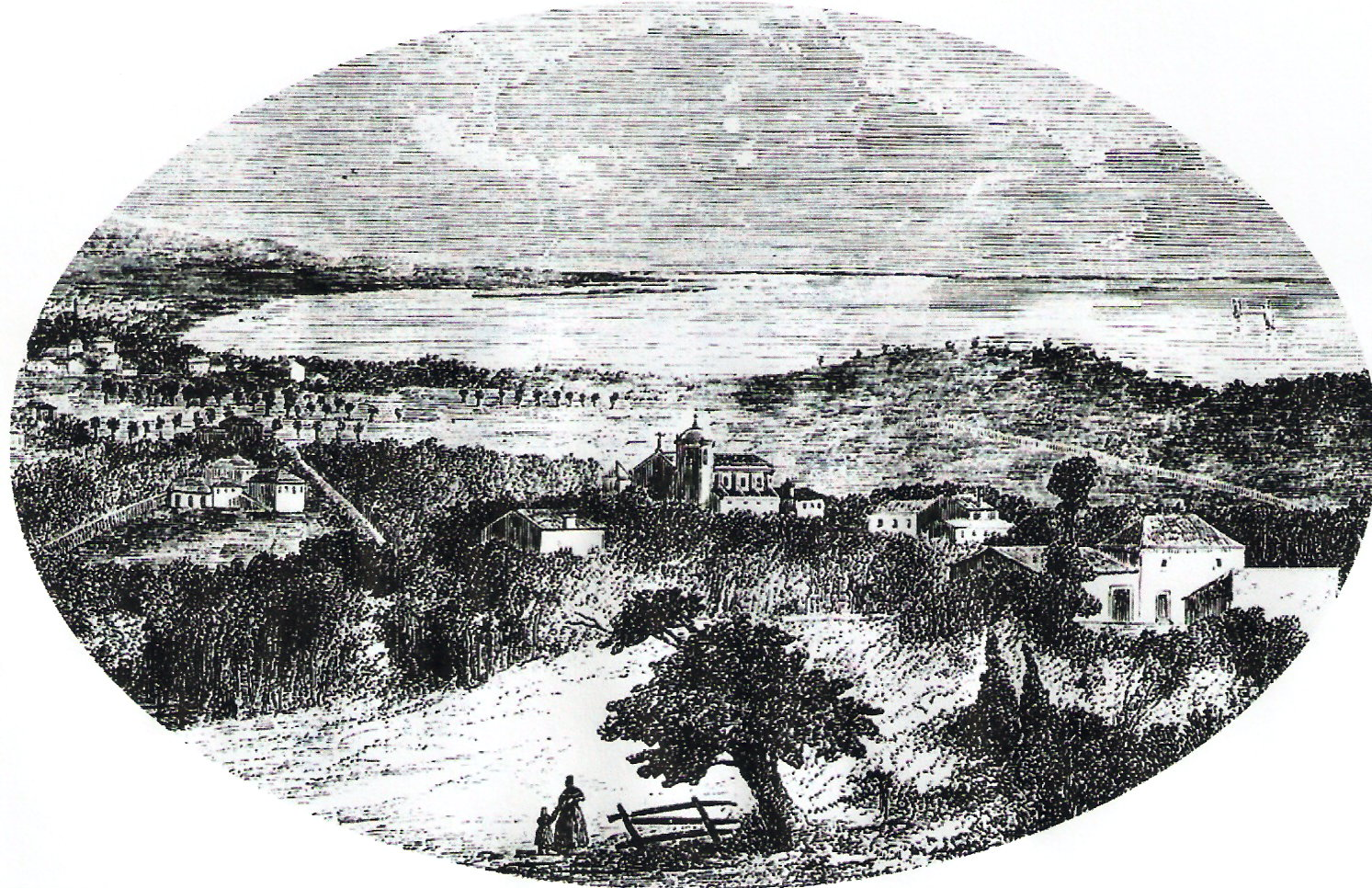
Olivais im 16. Jahrhundert

Die Freguesia wurde am 6. Mai 1397 vom damaligen Lissaboner Erzbischof gegründet und von Papst Bonifatius IX. am 1. Juli 1400 bestätigt. Im Zuge der Gemeindereform in Portugal wurde zum 29. September 2013 das Gebiet des Parque das Nações abgetrennt und zu einer eigenen Freguesia erhoben. Gleichzeitig änderte die Freguesia ihren Namen von Santa Maria dos Olivais auf Olivais.

## Sehenswürdigkeiten
- Quinta do Contador Mor, historisches Landgut

## Bauwerke
- Piscina dos Olivais, Sportbad